# Arthur Torrens

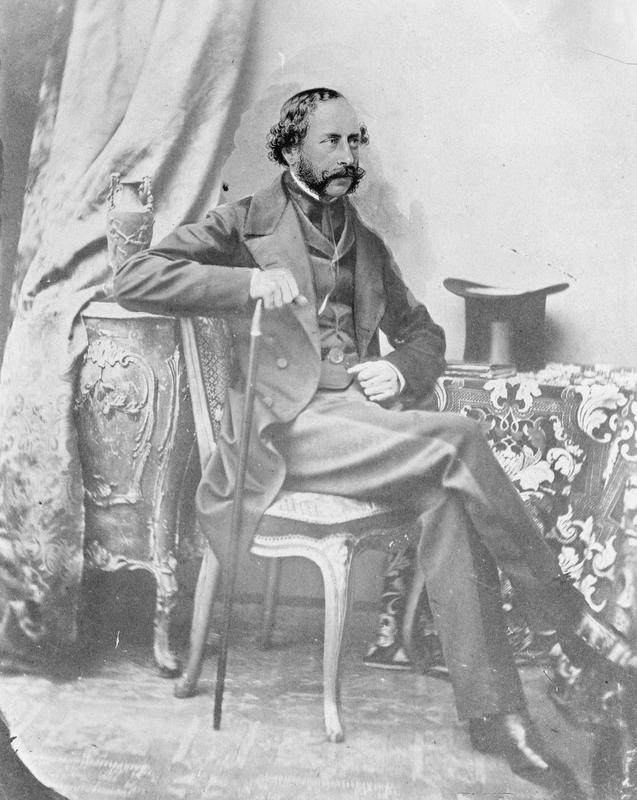
Arthur Torrens

Sir Arthur Wellesley Torrens KCB (* 18. August 1809; † 24. August 1855 in Paris) war ein britischer General und Kolonialverwalter.

## Leben
Torrens war der zweite Sohn des Major-General Sir Henry Torrens (1779–1828), Generaladjutant der britischen Armee von 1820 bis 1828, und der Sarah Patton, Tochter von Colonel Robert Patton, Gouverneur von St. Helena von 1801 bis 1808. Sein Taufpate war Sir Arthur Wellesley, der spätere Duke of Wellington, dessen Militärsekretär Henry Torrens 1808 in Portugal gewesen war.
Arthur wurde als Zehnjähriger 4. Ehrenpage des Prinzregenten (1820–1825). Nach seiner Ausbildung am Royal Military College in Sandhurst trat er am 14. April 1825 als Ensign und Lieutenant der Grenadier Guards in die britische Armee ein. Vom 11. Juni 1829 bis 23. März 1838 war er Adjutant des 2. Bataillons der Grenadier Guards und wurde am 12. Juni 1830 zum Lieutenant und Captain befördert.
1838 ging er als Brigade-Major im Stab von Major-General Sir James Macdonell, Kommandeur der Gardebrigade und Militärkommandant von Québec, nach Niederkanada und nahm an der Niederschlagung der Rebellionen von 1837 teil. Bei seiner Rückkehr nach England wurde er am 11. September 1840 zum Captain und Lieutenant-Colonel der Grenadier Guards befördert.

### Einsatz in der Karibik
Am 15. Oktober 1841 wechselte Torrens als Lieutenant-Colonel und befehlshabender Kommandeur zum 23rd Regiment of Foot (Royal Welch Fusiliers). Im Rahmen der Truppenverstärkungen vom April 1842 erhielt das Regiment ein zweites Bataillon. Das Depot (der Ersatztruppenteil) wurde von Carlisle nach Chichester verlegt, mit zwei neuen Kompanien verstärkt und unter Torrens’ Führung für den Einsatz im Ausland umstrukturiert. Im Mai 1843 wurde das 1. Bataillon von Portsmouth über Montreal auf die sog. Britisch-Westindischen Inseln in der Karibik verschifft, wo es im Oktober d. J. auf Barbados ankam. Das Bataillon wurde zwar von Zeit zu Zeit auf eine andere Insel verlegt, aber zweieinhalb Jahre war Torrens Militärkommandant und amtierender Vizegouverneur auf St. Lucia. Seine Maßnahmen zur Verbesserung der hygienischen Bedingungen für seine Soldaten waren von so durchschlagendem Erfolg, dass die Korrespondenz darüber auf Anordnung des Duke of Wellington, Oberbefehlshaber der britischen Streitkräfte, im November 1847 als Orientierungshilfe für alle kommandierenden Offiziere auf Auslandsstationen veröffentlicht wurden. Die angebotene Ernennung zum permanenten Vizegouverneur von St. Lucia lehnte Torrens jedoch ab und kehrte im März 1847 über Halifax, Neuschottland, nach England zurück, wo das Bataillon im September 1848 ankam. Im November 1851 wurde er zum Colonel befördert und gab seinen Dienstposten als Regimentskommandeur des 23rd Regiment of Foot auf.
Am 1. Januar 1853 wurde er Assistant Quartermaster-General (A.Q.M.G.) im Generalstab der Armee. Im selben Jahr reiste er als Mitglied einer Kommission, die die wirtschaftlichen Verhältnisse der französischen, österreichischen und preußischen Armeen untersuchen sollte, durch Europa. 

### Krimkrieg
Nach seiner Rückkehr und dem Eintritt des Vereinigten Königreichs in den Krimkrieg (12. März 1854) erhielt er als Brigadier-General das Kommando über eine zum Einsatz auf der Krim bestimmte Brigade (28. Juli 1854).
Torrens führte die Brigade, die der von General Sir George Cathcart befehligten 4. Division unterstellt war, in den Schlachten an der Alma (20. September 1854), bei Balaklawa (25. Oktober 1854) und Inkerman (5. November 1854). Bei Inkerman wurde er – noch kurz vor Cathcarts Tod von diesem mit einem »Prächtig gemacht, Torrens!« belobigt – durch einen Lungendurchschuss schwer verwundet.

### Tod und Ehrung

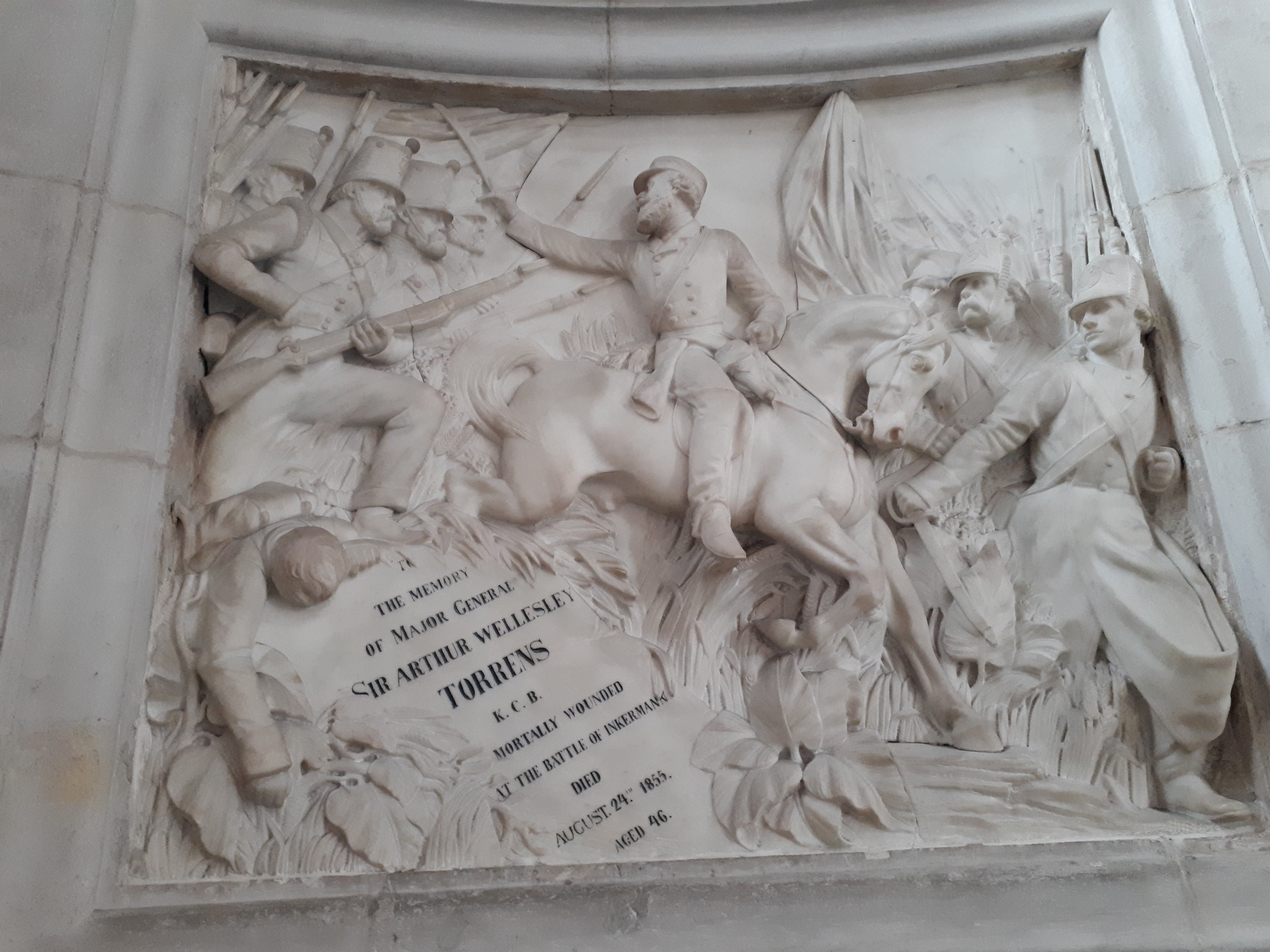
Denkmal für Arthur Torrens an der Saint Paul’s Cathedral

Zur Genesung nach England zurückgekehrt erhielt Torrens den Dank des Parlaments und eine Beförderung zum Major-General (12. Dezember 1854). Da er zu schwer verwundet war, um auf die Krim zurückzukehren, übernahm er am 2. April 1855 den Posten des stellvertretenden Generalquartiermeisters (Deputy Quartermaster-General, D.Q.G.) im Generalstab in London und ging am 25. Juni als Militärattaché (Military Commissioner) nach Paris. Am 5. Juli 1855 noch als Knight Commander der Militärklasse des Order of the Bath (KCB) geadelt starb er dort am 24. August 1855 an den Folgen seiner Verwundung.
Torrens wurde auf dem Friedhof Père-Lachaise beigesetzt. Seine Witwe, Maria Jane, jüngste Tochter des Generals John Murray, ließ ihm in der Saint Paul’s Cathedral in London ein von Carlo Marochetti gestaltetes Denkmal errichten.

## Werke
- Notes on French infantry, and memoranda on the review of the army in Paris at the feast of eagles in May 1852. London 1853.